# Frögärd i Ösby

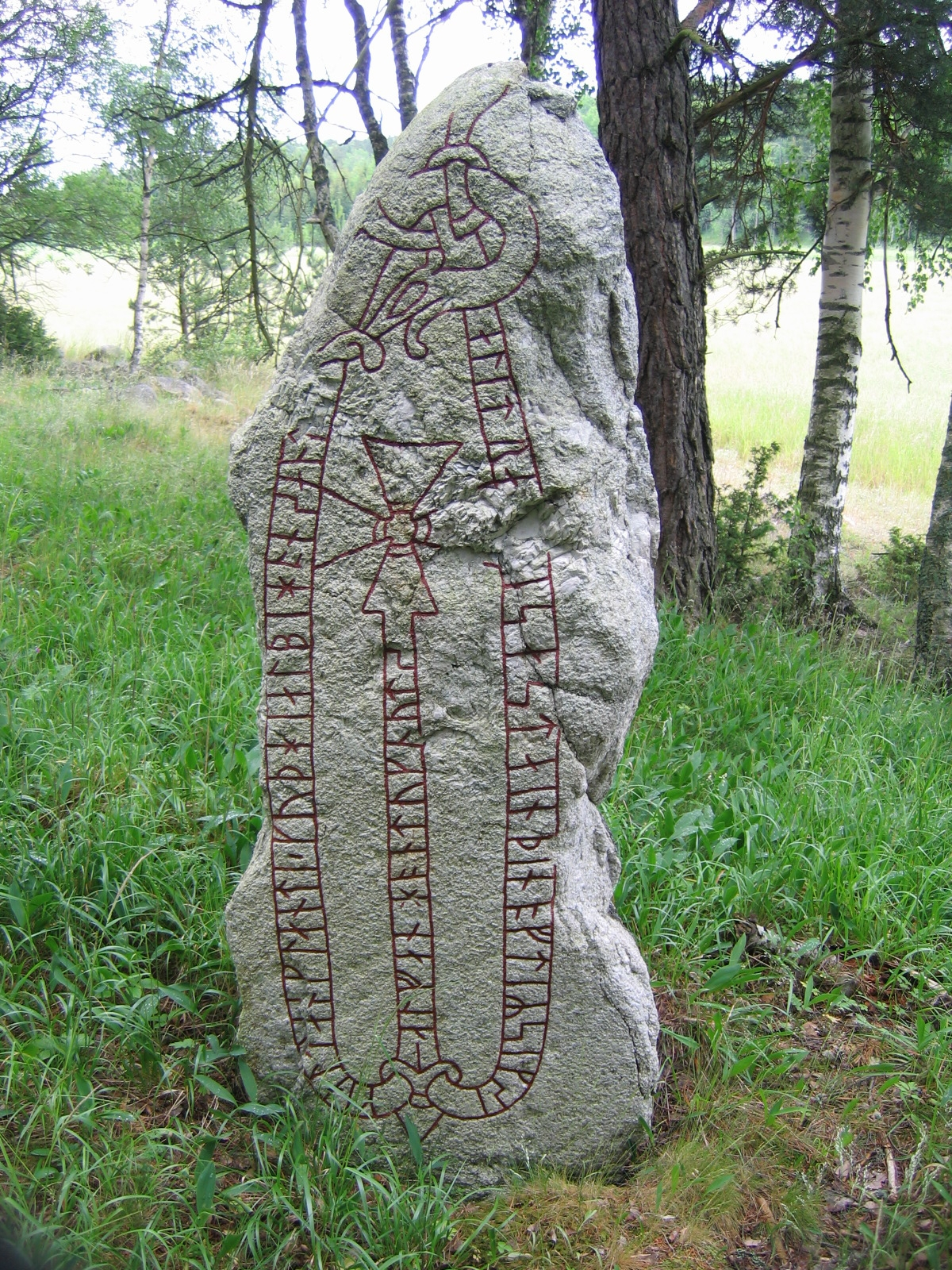
Pedra rúnica U 194 Väsby, obra atribuída a Frögärd.

Frögärd Ulvsdotter i Ösby (fl. 1017), foi uma erilaz (mestre rúnico) da Suécia do século X. Antes da descoberta de Gunnborga, Frögärd era a única mulher até então conhecida, mestre lapideira durante a Era víquingue.
Era filha de Ulv Allesson e neta de Nils Allesson, um víquingue ao serviço de Canuto, o Grande na Inglaterra, que regressara à Escandinávia em 1017. É-lhe atribuída a autoria de uma pedra rúnica em Väsby (Össeby-Garn), catalogada na rundata como U 194, actualmente exposta perto da igreja de Angarns na Uplândia; existe outra pedra rúnica, U 203, que possivelmente também lhe pertence.